# Lijst van Latijnse patriarchen van Jeruzalem
Dit is een lijst van Latijnse patriarchen van Jeruzalem.

## 1099-1187: Zetel inJeruzalem
| Van   | Periode | Patriarch             |
| ----- | ------- | --------------------- |
| <1099 | <1099   | Arnulf van Chocques   |
| 1099  | 1102    | Dagobert van Pisa     |
| 1102  | 1102    | Ehremar               |
| 1102  | 1107    | Dagobert van Pisa     |
| 1107  | 1112    | Ghibbelin van Arles   |
| 1112  | 1118    | Arnulf van Chocques   |
| 1119  | 1128    | Garmond van Picquigny |
| 1128  | 1130    | Stephen               |
| 1130  | 1145    | William I van Malines |
| 1146  | 1157    | Fulk van Angoulême    |
| 1157  | 1180    | Amalric van Nesle     |
| 1180  | 1187    | Heraclius             |

## 1187-1291: Zetel inAkko
| Van  | Periode | Patriarch                  |
| ---- | ------- | -------------------------- |
| 1187 | 1191    | Heraclius                  |
| 1191 | 1194    | vacant                     |
| 1191 | 1202    | Aimaro Monaco dei Corbizzi |
| 1202 | 1204    | Soffredo Errico Gaetani    |
| 1204 | 1214    | Albert Avogadro            |
| 1215 | 1225    | Raoul van Merencourt       |
| 1225 | 1238    | Gerald van Lausanne        |
| 1238 | 1240    | Jacques de Vitry           |
| 1240 | 1254    | Robert van Nantes          |
| 1255 | 1261    | Jacques Pantaléon          |
| 1261 | 1270    | William II van Agen        |
| 1271 | 1277    | Thomas Agni van Cosenza    |
| 1278 | 1279    | John van Versailles        |
| 1279 | 1287    | Elijah                     |
| 1288 | 1291    | Nicholas van Hanapes       |

## 1291-1374: Zetel (titulair) inNicosia
| Van  | Periode | Patriarch          |
| ---- | ------- | ------------------ |
| 1291 | 1306    | sedisvacatie       |
| 1306 | 1311    | Antony Bek         |
| 1311 | 1329    | sedisvacatie       |
| 1329 | 1342    | Peter Paludanus    |
| 1342 | 1348    | Elie de Nabinal    |
| 1348 | 1372    | sedisvacatie       |
| 1372 | 1374    | Philippe d'Alençon |

## 1374-1847: Zetel (titulair) inRome
| Van  | Periode | Patriarch                            |
| ---- | ------- | ------------------------------------ |
| 1374 | 1397    | Philippe d'Alençon                   |
| 1397 | 1401    | Bertrande de Chanac                  |
| 1401 | 1500    | niet bekend                          |
| 1500 | 1503    | Giovanni Antonio Sangiorgio          |
| 1503 | 1511    | Bernardino López de Carvajal y Sande |
| 1523 | 1539    | Rodrigo de Carvajal                  |
| 1539 | 1550    | Alessandro Farnese                   |
| 1550 | 1556    | Cristoforo de Spiritibus             |
| 1558 | 1575    | Antonio Elio                         |
| 1575 | 1585    | Gian Antonio Facchinetti de Nuce     |
| 1585 | 1588    | Scipione Gonzaga                     |
| 1588 | 1618    | sedisvacatie                         |
| 1618 | 1622    | Francesco Cennini de' Salamandri     |
| 1622 | 1627    | Alfonso Manzanedo de Quiñones        |
| 1627 | 1653    | sedisvacatie                         |
| 1653 | 1677    | Camillo Massimo                      |
| 1677 | 1689    | sedisvacatie                         |
| 1689 | 1698    | Bandino Panciatici                   |
| 1698 | 1708    | Francesco Martelli                   |
| 1708 | 1728    | Mutio di Gaeta                       |
| 1728 | 1729    | Vincent Louis Gotti                  |
| 1729 | 1734    | Pompeo Aldrovandi                    |
| 1734 | 1751    | Thomas Cervini                       |
| 1751 | 1762    | Thomas de Moncada                    |
| 1762 | 1795    | Georgius Maria Lascaris              |
| 1795 | 1800    | sedisvacatie                         |
| 1800 | 1821    | Michele di Pietro                    |
| 1821 | 1829    | Francesco Maria Fenzi                |
| 1830 | 1847    | Augustus Foscolo                     |

## 1847-heden: Zetel inJeruzalem
| Van  | Periode | Patriarch                  |
| ---- | ------- | -------------------------- |
| 1847 | 1872    | Joseph Valerga             |
| 1872 | 1889    | Vincent Braco              |
| 1889 | 1905    | Luigi Piavi                |
| 1905 | 1906    | sedisvacatie               |
| 1906 | 1919    | Filippo Camassei           |
| 1920 | 1947    | Luigi Barlassina           |
| 1947 | 1949    | sedisvacatie               |
| 1949 | 1970    | Alberto Gori               |
| 1970 | 1987    | Giacomo Giuseppe Beltritti |
| 1987 | 2008    | Michel Sabbah              |
| 2008 | 2016    | Fouad Twal                 |
| 2020 | heden   | Pierbattista Pizzaballa    |